# Уильямс, Биг Джо
Биг Джо Уильямс (англ. Big Joe Williams, полное имя: Joseph Lee Williams; 16 октября 1903 — 17 декабря 1982) — американский блюзовый гитарист.
Музыкальный сайт AllMusic характеризует его как «пионера блюза Дельты, известного как оригинальный исполнитель [классической блюзовой песни] «Baby Please Don’t Go»».
Как пишет AllMusic,
Биг Джо Уильямс, возможно, был самым сварливым человеком из тех, кто когда-либо ступал на Землю с гитарой в руках. В то же время, он был невероятным блюзовым музыкантом: одарённый сочинитель песен, мощный вокалист и исключительно своеобразный гитарист. Несмотря на его заслуженную репутацию забияки (задокументрированную в эксцентричной брошюре Майкла Блумфилда «Me and Big Joe»), артисты, которые хорошо его знали, относились к нему как к уважаемому старому государственному деятелю. Тем не менее, они, возможно, не стали бы с ним играть, потому что — как и в случае других старых дельтовских артистов — если ты с ним играл, то играл по его правилам.
Биг Джо Уильямс был включен в Зал славы блюза в 1992 году.

## Дискография
- См. «Big Joe Williams § Discography» в английском разделе.